# Presidente della Federazione Russa
Il presidente della Federazione Russa (in russo Президе́нт Росси́йской Федера́ции?, Prezidént Rossíjskoj Federácii) è il capo di Stato della Federazione Russa, nonché il comandante in capo delle forze armate russe. È la massima autorità in Russia.
Inizialmente introdotto con il referendum presidenziale in Russia del 1991, l'ufficio è stato brevemente noto come "Presidente della Repubblica Socialista Federativa Sovietica Russa" (russo: Президе́нт Росси́йской Сове́тской Федерати́вной Социалисти́ческой Реский; Prezidént Rossíjskoyj Sovétskoj Federatívnoj Socjalistíčeskoj Reskij) fino al 25 dicembre 1991 con la dissoluzione dell'Unione Sovietica. Secondo la costituzione russa del 1978, il Presidente della Russia era a capo del ramo esecutivo ed era a capo del consiglio dei ministri della Russia. Secondo l'attuale Costituzione della Federazione Russa del 1993, che ha istituito ufficialmente la carica a livello costituzionale, il Presidente della Russia non fa parte del governo, che esercita il potere esecutivo in fatto di politica interna.
In tutti i casi in cui il Presidente della Federazione Russa non sia in grado di adempiere ai propri doveri, questi devono essere momentaneamente delegati al Primo ministro della Federazione Russa, che diventa Presidente ad interim.
Il Presidente del Consiglio federale (la camera alta del parlamento) è la terza carica più importante dopo il Presidente e il Primo ministro. In caso di irreperibilità sia del Presidente che del Primo ministro, il Presidente della camera alta del parlamento diventa capo dello Stato ad interim.
Il Presidente dirige la politica estera della Russia e i suoi poteri includono l'applicazione di leggi federali, insieme alla responsabilità di nominare altre cariche e di concludere trattati con altre nazioni. Il Presidente inoltre può conferire decorazioni di merito e concedere la grazia.
Il Presidente viene eletto direttamente attraverso un voto popolare per un mandato di sei anni. La costituzione russa limita il numero di mandati che un Presidente può servire a massimo due di sei anni ciascuno a persona; non si può essere Presidente più di due volte nella vita. Nonostante ciò la norma, con un emendamento del 2020 definito ad personam, ha escluso i precedenti presidenti dal conteggio permettendo a Vladimir Putin di poter concorrere alla presidenza anche nel 2024 e nel 2030, raggiungendo potenzialmente i 32 anni di presidenza totali. Complessivamente, tre persone hanno servito quattro presidenze. Nel maggio 2012 Vladimir Putin è diventato il quarto presidente; è stato rieletto a marzo 2018 per un quarto mandato e nel 2024 per un quinto.

## Requisiti, elezioni, diritti e doveri
I requisiti che una persona deve avere per diventare Presidente sono elencati nella costituzione. Un candidato alla presidenza deve essere un cittadino della Federazione Russa che abbia almeno 35 anni, risieda stabilmente in Russia da almeno 25 anni e non abbia o non abbia mai avuto in precedenza una cittadinanza straniera o un permesso di soggiorno straniero. Prima del referendum costituzionale in Russia del 2020 il requisito di residenza in Russia era limitato a 10 anni e non c'era un veto su permessi di soggiorno stranieri o cittadinanze straniere.
Il Presidente viene eletto direttamente attraverso un voto popolare per un mandato di sei anni (quattro nel periodo 1996–2008). Se nessun candidato raggiunge la maggioranza dei voti al primo turno si passa al ballottaggio tra i due candidati che hanno preso più voti. In precedenza la costituzione russa proibiva a chiunque di essere eletto alla presidenza per un terzo mandato consecutivo ma consentiva ad un ex Presidente di essere rieletto dopo aver saltato un mandato completo, come fece Vladimir Putin nel 2012. A seguito del referendum costituzionale del 2020, la costituzione russa limita il numero di mandati che un Presidente può servire a massimo due di sei anni ciascuno a persona. Tuttavia i candidati eletti prima del 2020 non sono toccati da tale modifica costituzionale e questo consente sia a Vladimir Putin che a Dmitrij Medvedev di essere eletti per due mandati di sei anni ciascuno a partire dal 2024.
I diritti ed i doveri del Presidente sono definiti nel capitolo 4 della costituzione:
- Il Presidente è il capo di Stato ed il suo compito principale è preservare e proteggere i diritti civili e le libertà del popolo russo, che sono garantiti dalla costituzione
- Il Presidente dirige la politica estera della Russia e gestisce la politica interna tramite il Primo ministro, capo del governo.[3]:
- Il Presidente applica direttamente le leggi federali, e nomina ministri, funzionari, amministratori statali e giudiziari
- Il Presidente può segnare trattati internazionali con il consiglio e il consenso della Duma di Stato e del Consiglio federale.
- Il Presidente ha il compito di convocare e aggiornare l'Assemblea federale in circostanze straordinarie
- Il Presidente inoltre può conferire decorazioni di merito, risolvere problemi su questioni di immigrazione ed ha il potere di concedere la grazia.

## Insegne
Dopo che il giuramento d'ufficio è stato pronunciato dal presidente, gli vengono consegnate le seguenti insegne. Queste vengono usate per dimostrare il rango del suo ufficio e materialmente usate solo in occasioni speciali.

### Catena d'ufficio
La prima insegna che viene resa pubblica e consegnata è la catena d'ufficio con un emblema. L'emblema centrale è una croce rossa con le braccia di uguale misura, insieme allo stemma russo. Sull'altro lato della croce, le parole "Uso, Onore e Gloria" appaiano in circolo. Una corona dorata connette la croce col resto della catena. Ci sono diciassette "collegamenti" nell'emblema, di cui nove sono lo stemma russo. Gli altri otto sono una rosetta, la quale porta anch'essa il motto "Uso, Onore e Gloria." All'insediamento di Vladimir Putin, l'emblema venne posto su un cuscino rosso a sinistra del podio. Secondo il sito web presidenziale, l'emblema è posto all'interno del Cremlino e usato solo in particolari occasioni.

### Copia speciale della costituzione
Il Presidente possiede inoltre una copia speciale della costituzione russa usata durante l'insediamento. La copia ha una copertina rossa rigida con iscrizioni dorate. Un'immagine dello stemma russo in argento compare sopra l'iscrizione dorata "Конституция Российской Федерации" (Konstitucija Rossijskoj Federacii; Costituzione della Federazione Russa). La copia speciale viene conservata nella biblioteca presidenziale, all'interno del Cremlino.

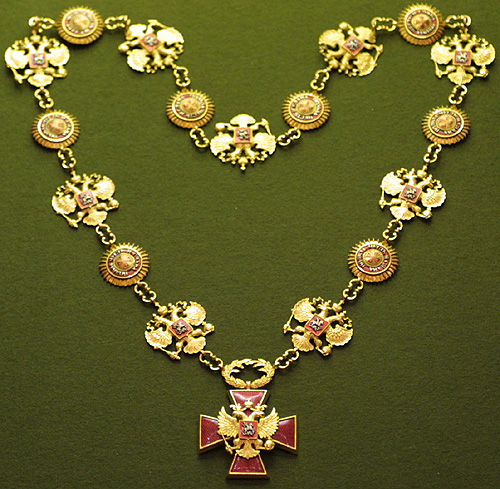
Catena d'ufficio
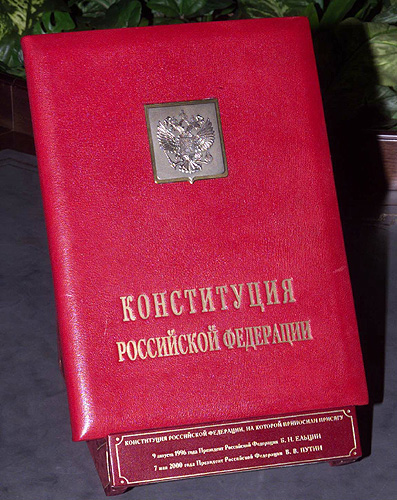
Copia speciale della Costituzione
Emblema presidenziale russo

## Giuramento d'ufficio
Ogni persona che riceve il potere di Presidente della Federazione Russa deve presentare questo giuramento all'insediamento:
In lingua russa:
In lingua russa, traslitterazione:
In lingua italiana:

## Lista dei Presidenti
Membro di Russia Unita   Supportato da Russia Unita   Supportato dal Partito Democratico di Russia   Indipendente
| №   | Presidente    | Presidente                                                          | Mandato          | Mandato                                                          | Mandato              | Partito politico                                                 | Elezioni e percentuale voti ottenuti                             | Incarico precedente                                        | Primi Ministri                                                                               |
| №   | Presidente    | Presidente                                                          | Inizio           | Fine                                                             | Durata complessiva   | Partito politico                                                 | Elezioni e percentuale voti ottenuti                             | Incarico precedente                                        | Primi Ministri                                                                               |
| --- | ------------- | ------------------------------------------------------------------- | ---------------- | ---------------------------------------------------------------- | -------------------- | ---------------------------------------------------------------- | ---------------------------------------------------------------- | ---------------------------------------------------------- | -------------------------------------------------------------------------------------------- |
| 1   |               | Boris El'cin Борис Ельцин 1º febbraio 1931–23 aprile 2007 (76 anni) | 25 dicembre 1991 | 7 luglio 1996                                                    | 8 anni e 6 giorni    | Supportato dal Partito Democratico di Russia                     | Elezioni presidenziali in Russia del 1991 57,30% 45 552 041 voti | 10º Presidente del Soviet Supremo della Russia (1990–1991) | - Viktor Černomyrdin - Sergej Kirienko - Evgenij Primakov - Sergej Stepašin - Vladimir Putin |
| 1   | 7 luglio 1996 | Boris El'cin Борис Ельцин 1º febbraio 1931–23 aprile 2007 (76 anni) | 31 dicembre 1999 | Nessuno                                                          | 8 anni e 6 giorni    | Elezioni presidenziali in Russia del 1996 53,80% 40 208 384 voti |                                                                  | 10º Presidente del Soviet Supremo della Russia (1990–1991) | - Viktor Černomyrdin - Sergej Kirienko - Evgenij Primakov - Sergej Stepašin - Vladimir Putin |
| 2   |               | Vladimir Putin Владимир Путин 7 ottobre 1952                        | 31 dicembre 1999 | 7 maggio 2000                                                    | 8 anni e 0 giorni    | Nessuno                                                          | Ad interim dopo le dimissioni di Boris El'cin                    | 5º Primo ministro della Federazione Russa (1999–2000)      | -                                                                                            |
| 2   | 7 maggio 2000 | Vladimir Putin Владимир Путин 7 ottobre 1952                        | 7 maggio 2004    | Elezioni presidenziali in Russia del 2000 52,94% 39 740 467 voti | 8 anni e 0 giorni    | Nessuno                                                          | - Michail Kas'janov - Michail Fradkov - Viktor Zubkov            | 5º Primo ministro della Federazione Russa (1999–2000)      |                                                                                              |
| 2   | 7 maggio 2004 | Vladimir Putin Владимир Путин 7 ottobre 1952                        | 7 maggio 2008    | Supportato da Russia Unita                                       | 8 anni e 0 giorni    | Elezioni presidenziali in Russia del 2004 71,31% 49 565 238 voti | - Michail Kas'janov - Michail Fradkov - Viktor Zubkov            | 5º Primo ministro della Federazione Russa (1999–2000)      |                                                                                              |
| 3   |               | Dmitrij Medvedev Дмитрий Медведев 14 settembre 1965                 | 7 maggio 2008    | 7 maggio 2012                                                    | 4 anni e 0 giorni    | Supportato da Russia Unita                                       | Elezioni presidenziali in Russia del 2008 70,28% 52 530 712 voti | Primo Vice Primo ministro della Russia (2005–2008)         | Vladimir Putin                                                                               |
| (2) |               | Vladimir Putin Владимир Путин 7 ottobre 1952                        | 7 maggio 2012    | 7 maggio 2018                                                    | 13 anni e 101 giorni | Supportato da Russia Unita                                       | Elezioni presidenziali in Russia del 2012 63,60% 46 602 075 voti | 9º Primo ministro della Federazione Russa (2008-2012)      | - Dmitrij Medvedev - Michail Mišustin                                                        |
| (2) | 7 maggio 2018 | Vladimir Putin Владимир Путин 7 ottobre 1952                        | 7 maggio 2024    | Elezioni presidenziali in Russia del 2018 76,69% 56 430 712 voti | 13 anni e 101 giorni | Supportato da Russia Unita                                       |                                                                  | 9º Primo ministro della Federazione Russa (2008-2012)      | - Dmitrij Medvedev - Michail Mišustin                                                        |
| (2) | 7 maggio 2024 | Vladimir Putin Владимир Путин 7 ottobre 1952                        | in corso         | Elezioni presidenziali in Russia del 2024 87,28% 76 277 708 voti | 13 anni e 101 giorni | Supportato da Russia Unita                                       |                                                                  | 9º Primo ministro della Federazione Russa (2008-2012)      | - Dmitrij Medvedev - Michail Mišustin                                                        |

### Esplicative
1. ↑  Inizialmente fu Presidente della Repubblica Socialista Federativa Sovietica Russa dal 10 luglio 1991 al 25 dicembre 1991, dopodiché l'ufficio fu rinominato.
2. ↑  Il 22 settembre 1993, Aleksandr Ruckoj venne nominato Presidente dal parlamento dopo aver votato l'impeachment di El'cin per violazione della costituzione, ma venne successivamente arrestato il 4 ottobre 1993.
3. ↑  Le prime elezioni per la presidenza russa si tennero nel 1991, ancora in epoca sovietica. Il mandato presidenziale, inizialmente quinquennale, fu ridotto a quadriennale nel 1996.
4. ↑  Il Supremo Soviet della Russia ratificò gli accordi di Belaveža e rinunciò al Trattato della creazione dell'URSS del 1922, inoltre ritirò i deputati russi dal Soviet Supremo dell'Unione Sovietica.
5. ↑  Boris El'cin si dimise a sei mesi dalla scadenza del proprio mandato, sia per problemi di salute che giudiziari. Il suo Primo ministro, Vladimir Putin, ne prese i poteri ad interim il 31 dicembre 1999, venendo poi regolarmente eletto dal popolo il 26 marzo 2000. Il giorno del suo insediamento ufficiale, il 7 maggio, diverrà la data fissa di successione dei presidenti russi.
6. ↑  Senza contare il periodo ad interim tra il 31 dicembre 1999 e il 7 maggio 2000 di 128 giorni. Considerando anche questo periodo la durata del mandato di Vladimir Putin è di 8 anni e 128 giorni.
7. ↑  A seguito degli emendamenti alla costituzione russa del 2008 la durata del mandato presidenziale è stata estesa da 4 a 6 anni a partire dal 2012.

### Riferimenti
1. ↑  (EN) Here are the salaries of 13 major world leaders, su Business Insider, 19 marzo 2015. URL consultato il 3 giugno 2020.
2. ↑  (RU) I.E. Kozlova, O. E. Kutafin, Конституционное Право России [Legge costituzionale russa], 4ª ed., 2006,  p. 383.
3. 1 2 3   Costituzione della Federazione Russa, su Wikisource, 1ª ed., 1993–2008. URL consultato il 3 giugno 2020.
4. ↑  (RU) Миронов третьим не будет [Mironov non sarà terzo], su Ria.ru, 18 maggio 2011. URL consultato il 3 giugno 2020.
«La carica di Presidente del Consiglio federale è la terza carica più importante dello Stato. In caso di irreperibilità sia del Presidente che del Primo ministro, il Presidente della camera alta del parlamento deve guidare lo Stato»
5. ↑  (RU) Сергей Шахрай: Конституция началась с трёх листов бумаги [Sergey Shakhrai: La costituzione è nata su tre fogli di carta], su Newstube.ru, 10 settembre 2013. URL consultato il 3 giugno 2020 (archiviato dall'url originale il 26 luglio 2014).
«Perché la nostra terza carica dello Stato è il Presidente del Consiglio federale? Perché è una federazione, non si dissolve, agisce costantemente»
6. 1 2 3 4  (EN) Constitutional and political change in Russia (PDF), su Parlamento europeo, febbraio 2020. URL consultato il 13 settembre 2021.
7. ↑  (EN) Jane Henderson, The Constitution of the Russian Federation: A Contextual Analysis, 2011.